# Romance at Random
Romance at Random è un cortometraggio muto del 1916 diretto da Rupert Julian.

## Produzione
Il film, prodotto dalla Universal Film Manufacturing Company, fu girato negli Universal Studios al 100 di Universal City Plaza, a Universal City.

## Distribuzione
Distribuito dalla Universal Film Manufacturing Company, il film - un cortometraggio in una bobina - uscì nelle sale cinematografiche statunitensi il 18 giugno 1916.